# Pararot
Pararot (systematische Bezeichnung gemäß Colour Index Pigment Red 1) ist ein rotes Azopigment. Es ist eines der ersten in technischem Maßstab hergestellten Azofarbmittel (1885) und wurde zum Färben von Wolle und Baumwolle verwendet. Heute wird es zum Beispiel noch in Buntstiften, aber auch in billigen Druckfarben und Kunststoffen eingesetzt.

## Herstellung
Pararot kann durch eine Azo-Kupplungsreaktion von diazotiertem 4-Nitroanilin und β-Naphthol hergestellt werden.

## Sicherheitshinweise

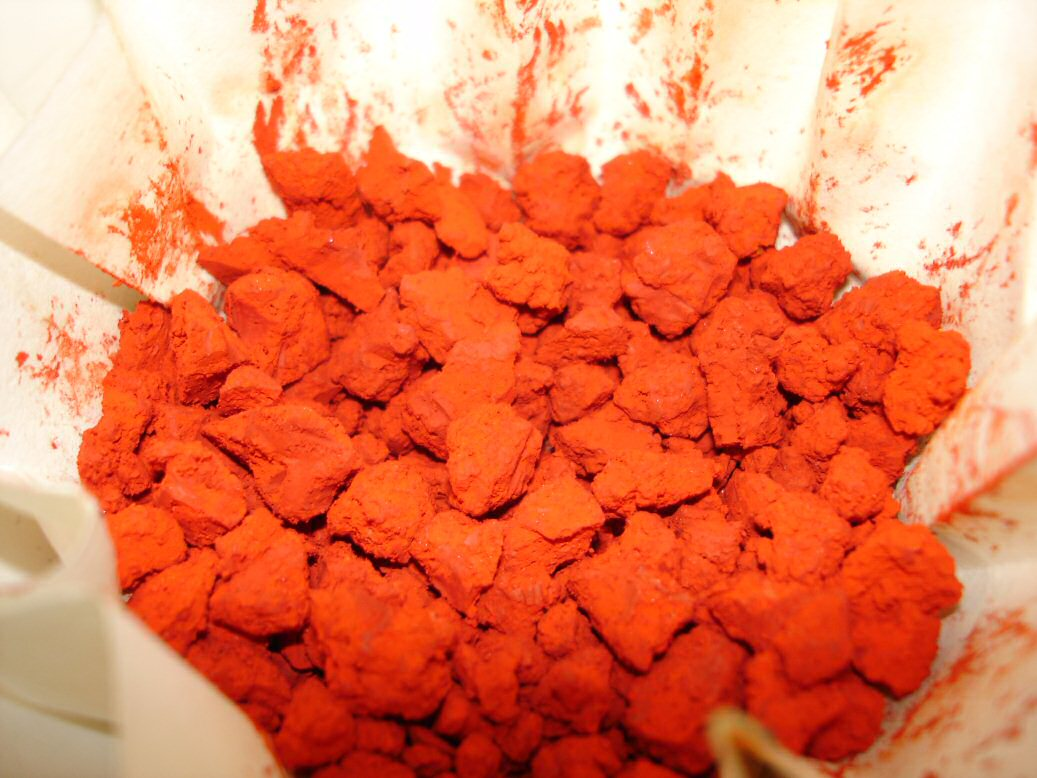
Im Labor hergestelltes und mit dem Spatel zerkleinertes Pararot.

Azoverbindungen können bei der Aufnahme im Körper reduktiv gespalten werden und somit aromatische Amine, die bei ihrer Herstellung verwendet wurden, freisetzen. Falls diese Einsatzstoffe eine karzinogene Wirkung aufweisen, trifft dies somit auch auf die Azoverbindungen selbst zu. Da jedoch Azopigmente praktisch unlöslich sind, sind sie nicht bioverfügbar und daher toxikologisch unkritisch. Eine mögliche Gefährdung könnte sich ergeben, wenn die Produkte durch eine unsachgemäße Herstellung mit dem Ausgangsstoff kontaminiert sind. Im vorliegenden Beispiel wäre das 4-Nitroanilin, das nach aktuellem Kenntnisstand keine karzinogene Eigenschaft aufweist.